# Volleybalvereniging Sudosa-Desto 2022-2023 (femminile)
Questa voce raccoglie le informazioni riguardanti il Volleybalvereniging Sudosa-Desto nelle competizioni ufficiali della stagione 2022-2023.

## Stagione
Il Volleybalvereniging Sudosa-Desto partecipa alla stagione 2022-23 con la denominazione sponsorizzata Visser Assen/Sudosa-Desto.
Partecipa al suo primo campionato di Eredivisie, ottenendo un sesto posto sia in stagione regolare che nella Pool scudetto. In Coppa dei Paesi Bassi non va oltre gli ottavi di finale.

## Organigramma societario
Area direttiva
- Presidente: Alfred Barkhuis
- Team manager: Stefan Rutgers

Area tecnica
- Primo allenatore: Mark Afman, Erwin Sikkema
- Scoutman: Miranda Steenbergen
- Preparatore atletico: Dennis Boelen, Ramon Klok

Area medica
- Fisioterapista: Lars van Seijen, Bas Springer, Jesper de Hoog, Rimar Korenromp, Nils van der Velde, Ruben Zuidema, Rosalia Brink

## Rosa
| N° | Nome             | Ruolo | Data di nascita  | Nazionalità sportiva |
| -- | ---------------- | ----- | ---------------- | -------------------- |
| 1  | Cindy Zandstra   | O     | 14 giugno 1997   | Paesi Bassi          |
| 2  | Manon Torenbeek  | S     | 14 maggio 2002   | Paesi Bassi          |
| 3  | Lisa Boer        | C     | 2 febbraio 1998  | Paesi Bassi          |
| 4  | Suzanne Benninga | C     | 12 dicembre 1996 | Paesi Bassi          |
| 5  | Eline Mosselaar  | C     | 4 febbraio 2003  | Paesi Bassi          |
| 6  | Kirsten Wessels  | S     | 4 agosto 1998    | Paesi Bassi          |
| 7  | Daphne Kruis     | S     | 12 giugno 2000   | Paesi Bassi          |
| 8  | Romee Veenstra   | S     | 11 aprile 2004   | Paesi Bassi          |
| 9  | Beau de Vries    | P     | 17 novembre 2000 | Paesi Bassi          |
| 10 | Danique Aardema  | P     | 13 maggio 1998   | Paesi Bassi          |
| 11 | Paula Boonstra   | O     | 23 giugno 1998   | Paesi Bassi          |
| 12 | Danique Hamming  | L     | 21 giugno 2002   | Paesi Bassi          |

## Statistiche

### Statistiche di squadra
| Competizione          | Punti | In casa | In casa | In casa | In trasferta | In trasferta | In trasferta | Totale | Totale | Totale |
| Competizione          | Punti | G       | V       | P       | G            | V            | P            | G      | V      | P      |
| --------------------- | ----- | ------- | ------- | ------- | ------------ | ------------ | ------------ | ------ | ------ | ------ |
| Eredivisie            | 22/3  | 15      | 6       | 9       | 15           | 3            | 12           | 30     | 9      | 21     |
| Coppa dei Paesi Bassi | -     | 0       | 0       | 0       | 1            | 0            | 1            | 1      | 0      | 1      |
| Totale                | -     | 15      | 6       | 9       | 16           | 3            | 13           | 31     | 9      | 22     |

Nel computo sono inclusi i due incontri successivamente annullati contro l'Eurosped.

### Statistiche delle giocatrici
Dati non disponibili.